# هكلر آند كوخ إتش كيه416
هكلر آند كوخ إتش كيه416 هي رشاش اقتحام من تصميم وتصنيع شركة هكلر آند كوخ الأمانية. تستخمها العديد من الجيوش مثل القوات المسلحة الفرنسية والجيش الألماني.